# El Pedernoso
El Pedernoso es un municipio español de la provincia de Cuenca, en la comunidad autónoma de Castilla-La Mancha. Tiene una población de 1117 habitantes (INE 2024).

## Geografía
El municipio, que abarca una superficie de 56,41 km², se encuentra en el suroeste de la provincia de Cuenca, a unos 105 km de la capital provincial. Situado a 772 m sobre el nivel del mar, forma parte de la comarca de La Mancha Conquense, concretamente de La Mancha Conquense Baja. 
| Noroeste: Santa María de los Llanos | Norte: Monreal del Llano, Belmonte | Noreste: Belmonte       |
| Oeste: Santa María de los Llanos    |                                    | Este: Las Pedroñeras    |
| Suroeste: Santa María de los Llanos | Sur: Las Mesas                     | Sureste: Las Pedroñeras |

## Historia
Esta villa es pueblo muy antiguo, de tal manera que no se sabe quién fuése el fundador. Está asentada en una costera no áspera hacia la parte del puniente, y el pueblo está fundado sobre mucha peña de yeso, pedernal y tierra salobre, por lo cual en tiempo de invierno es muy frixido pueblo, par ocasión del mucho yeso e salobrales que tiene, y en tiempo de verano es muy caluroso por las dichas razones; y está en comarca de tierra llana, porque no hay sierra en su comarca, y falta de montes, y es pueblo muy sano de enfermedades
Relaciones de Felipe II. 1575.

Cierto que es pueblo muy antiguo: a quinientos pasos de él se encuentra La Motilla, característico del bronce manchego, montículo correspondiente a un poblado de la Segunda Edad del Bronce, cuya antigüedad data del segundo milenio antes de Cristo (1700-1300 a. C.).

Un primer documento del año 1275 confirma la pertenencia a esta villa de la dehesa del Campo del Aljibe. Después, Don Juan Manuel, en su libro Sobre la caza, habla de El Pedernoso como buen sitio para la captura de ánades, garzas y grullas que acuden a sus lagunas en tiempo de la emigración.

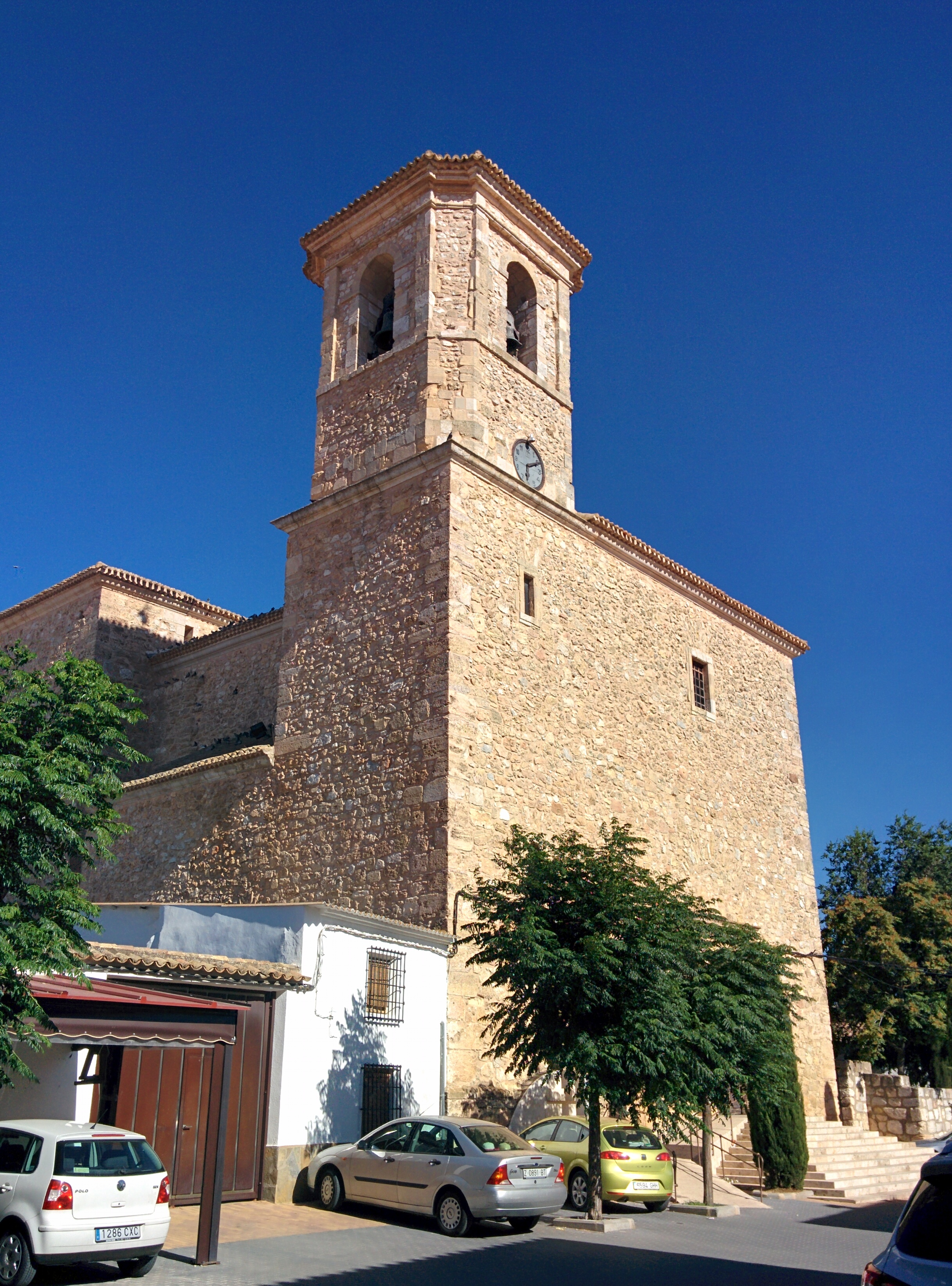
Iglesia de Nuestra Señora de la Asunción

Corría el año de 1479 cuando Pedroñeras, Pedernoso y Las Mesas se levantaron en nombre de los Reyes Católicos para reclamar que su dependencia fuera de la Corona. El Marqués de Villena, a cuyos dominios pertenecía El Pedernoso, intentó dominar a sus pueblos levantiscos, pero los Reyes enviaron a un capitán llamado Jorge Manrique que pudo hacer cumplir la voluntad de estos pueblos y los recibió en nombre de la Corona, haciéndolos villa.

Esta villa es pueblo pasajero, porque desde los puertos de Cartagena, Alicante y Valencia vienen a pasar por esta villa para ir a Toledo y Madrid; y también pasan por esta villa las gentes de Cuenca e Güete para ir a Granada y al Andalucía y a otras partes.

A tanto movimiento le corresponden esas magníficas posadas, de Arriba y de Abajo, ese barrio llamado de Los Mesones y esa frenética actividad que Azorín y Manuel Real Alarcón describen tan maravillosamente.
Está claro que Pedernoso es paso obligado de viajeros, que Cervantes lo conoce perfectamente y por este municipio pasan, más de una vez, el Ingenioso Hidalgo y su Escudero.

## Demografía
El municipio tiene una superficie de 56.37 km2. En 2022 tenía una población de 1125 habitantes y una densidad de 19.95 hab/km2.
Los datos de la pirámide de población de 2022 se pueden resumir así:
- La población menor de 20 años es el 15,47 % del total.
- La comprendida entre 20-40 años es el 23,02 %.
- La comprendida entre 40-60 años es el 28,09 %.
- La mayor de 60 años es el 33,42 %.

| Gráfica de evolución demográfica de El Pedernoso entre 1842 y 2021                                                    |
| |
| Población de derecho según los censos de población del INE. Población de hecho según los censos de población del INE. |

| Gráfica de evolución demográfica de El Pedernoso entre 1998 y 2022 |
|                                                                    |
| Población a 1 de enero según el padrón municipal del INE.          |

## Fiestas
El Pedernoso destaca por su romería en honor a san Isidro Labrador, las fiestas patronales del 23 al 27 de julio en honor a La Abuela Santa Ana, la patrona y en septiembre en honor de Nuestro Padre Jesús Nazareno.

## Personas notables
- Francisco Manuel de los Herreros Schwager (1817-1903), científico y financiero